# Bisdom Lira

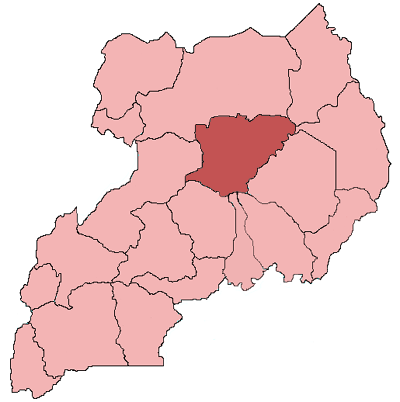
Het bisdom Lira binnen Oeganda

Het bisdom Lira (Latijn: Dioecesis Lirensis) is een rooms-katholiek bisdom met als zetel Lira in Oeganda. Het is een suffragaan bisdom van het aartsbisdom Gulu. Het bisdom werd opgericht in 1968. Hoofdkerk is de Kathedraal van de Heilige Martelaren van Oeganda.
In 2019 telde het bisdom 20 parochies. Het bisdom heeft een oppervlakte van ongeveer 12.034 km². Het telde in 2019 2.188.000 inwoners waarvan 61,1% rooms-katholiek was. 

## Bisschoppen
- Cesare Asili (1968-1988)
- Joseph Oyanga (1989-2003)
- Giuseppe Franzelli, M.C.C.I. (2005-2018)
- Sanctus Lino Wanok (2018-)